# Pupina complanata
Pupina complanata é uma espécie de gastrópode da família Pupinidae.
Pode ser encontrada nos seguintes países: Ilhas Marshall e Micronésia.